# Султанова, Афаг Вагиф кызы
Афаг Вагиф кызы Султанова (азерб. Afaq Vaqif qızı Sultanova) — азербайджанская дзюдоистка-паралимпиец, выступающая в весовой категории до 57 килограмм и категории слепоты B3, чемпионка мира 2010 года и победительница Всемирных игр 2011 года. Представляла Азербайджан на летних Паралимпийских играх 2012 года в Лондоне как действующая чемпионка мира и выиграла золотую медаль.

## Биография
Афаг Вагиф кызы Султанова родилась 20 февраля 1987 года в Баку. До дзюдо Афаг Султанова занималась каратэ. В 13 лет она начала заниматься дзюдо. В 2008 году одерживала победы на молодёжных чемпионатах мира и Европы. Однако травма, приведшая к ухудшению зрения, заставила её выйти на пенсию. Вдохновившись своим соотечественником Ильхамом Закиевым, который, будучи абсолютно незрячим, сумел стать двукратным паралимпийским чемпионом, Афаг продолжила тренировки. 
В 2010 году она стала чемпионкой мира, а в 2012 году выиграла золото на Паралимпийских играх в Лондоне, одолев в финале иппоном бразильянку Лусию да Сильву Тейшейру. Афаг Султанова стала первой азербайджанкой, выигравшей золото Паралимпиады.
В настоящее время, Султанова помогает также распространять спорт и паралимпийские ценности среди детей с дефектами здоровья. Распоряжением президента Азербайджана от 14 сентября 2012 года Султанова была награждена орденом «Шохрат» («Слава») и ей в 2013 году была присуждена олимпийская стипендия. Проживает в посёлке Амирджаны, Баку.
В ноябре 2015 года Султанова выиграла бронзу чемпионата Европы, проходившего в Португалии, в городе Одивелаш. В этом же году выиграла бронзу на Всемирных играх в Сеуле.
В 2016 году по случаю 20-летнего юбилея создания Национального паралимпийского комитета Азербайджанской Республики и за заслуги в развитии паралимпийского движения в Азербайджане Султанова в соответствии с распоряжением президента Азербайджана была награждена «Почётным дипломом Президента Азербайджанской Республики».
В 2017 году стала победительницей Исламских игр солидарности, проходивших в Баку.